# Piz Medel
Der Piz Medel ist ein 3210 m ü. M. hoher Berg in den Adula-Alpen in der Schweiz. 

## Piz-Medel-Gruppe
Er ist der höchste Gipfel der in West-Ost-Richtung verlaufenden Piz-Medel-Gruppe, einer Kette von Dreitausendern, die vom Piz Cristallina im Westen bis zum Fil Liung im Osten reicht und das Gletschergebiet des Glatscher da Medel nur wenig überragt. Diese Gipfelkette bildet die Grenze zwischen den Kantonen Tessin und Graubünden. Der nördliche Bündner Teil mit dem Grossteil des Gipfelplateaus gehört zur Gemeinde Medel (Lucmagn), der südliche Tessiner Teil zur Gemeinde Blenio.

## Geologie
Geologisch gehört die Gipfelgruppe um den Piz Medel zum Gotthardmassiv, das nördlich der Greina hauptsächlich aus altkristallinen metamorphen Gesteinen besteht. Der Piz Medel selbst ist aus Augengneisen aufgebaut.

## Gletscher
Nordwestlich des Gipfels liegt der Medelsergletscher (Glatscher da Medel). Dieses Gletscherfeld, das sich vom Fil Liung bis zum Piz Cristallina in einer Breite von ca. drei Kilometern erstreckt, ist eines der grossen Gletscherfelder der Bündner Alpen. Die einzelnen Lappen, die durch die niedrigeren Gipfel Refugi da Camutschs (2950 m ü. M., ⊙) und Piz la Buora (2678 m ü. M., ⊙) auf ca. 2800 m getrennt werden, heissen Glatscher da Plattas (Ost- und Mittellappen) und Glatscher Davos la Buora (Westlappen). Auch an der Südflanke liegt ein kleines Gletscherfeld, dessen Abfluss als Quelle des Brenno gilt.

## Geschichte
Der Name soll auf das griechische metallion zurückgehen und mit den früheren Bergbauaktivitäten in der Val Medel zu tun haben.
Die Erstbesteigung erfolgte am 9. Juni 1865 über den Fil Liung durch Frau Deplaci, Baptist Monn und Frau Störi. Diese Route ist heute wegen des brüchigen Felses am Fil Liung ungebräuchlich.

## Tourismus und Bergsport
Der Piz Medel ist ein im Winter und Sommer beliebtes Tourenziel und kann von mehreren Hütten aus gut erreicht werden: Üblicherweise wird der Piz Medel von der Camona da Medel bestiegen, weiter entfernt liegen die Capanna Scaletta, die Capanna Motterascio und die Camona da Terri.
Seit 2010 steht auf Initiative des Bergführers David Berther aus Disentis/Mustér auf dem Piz Medel ein Gipfelkreuz mit Gipfelbuch. Der Piz Medel sollte Teil des gescheiterten Parc Adula werden. Der Gipfel hätte zur Kernzone des Parks gehört.
Wichtigste Routen
- Camona da Medel – Glatscher da Medel (Normalweg, L, 2,5h)
- Capanna Scaletta – Fuorcla Sura da Lavaz - Ostgrat (L, 3,5h)
- Weitere Routen, meist mit Charakter WS, im SAC-Clubführer Bündner Alpen 2[5]

## Bilder

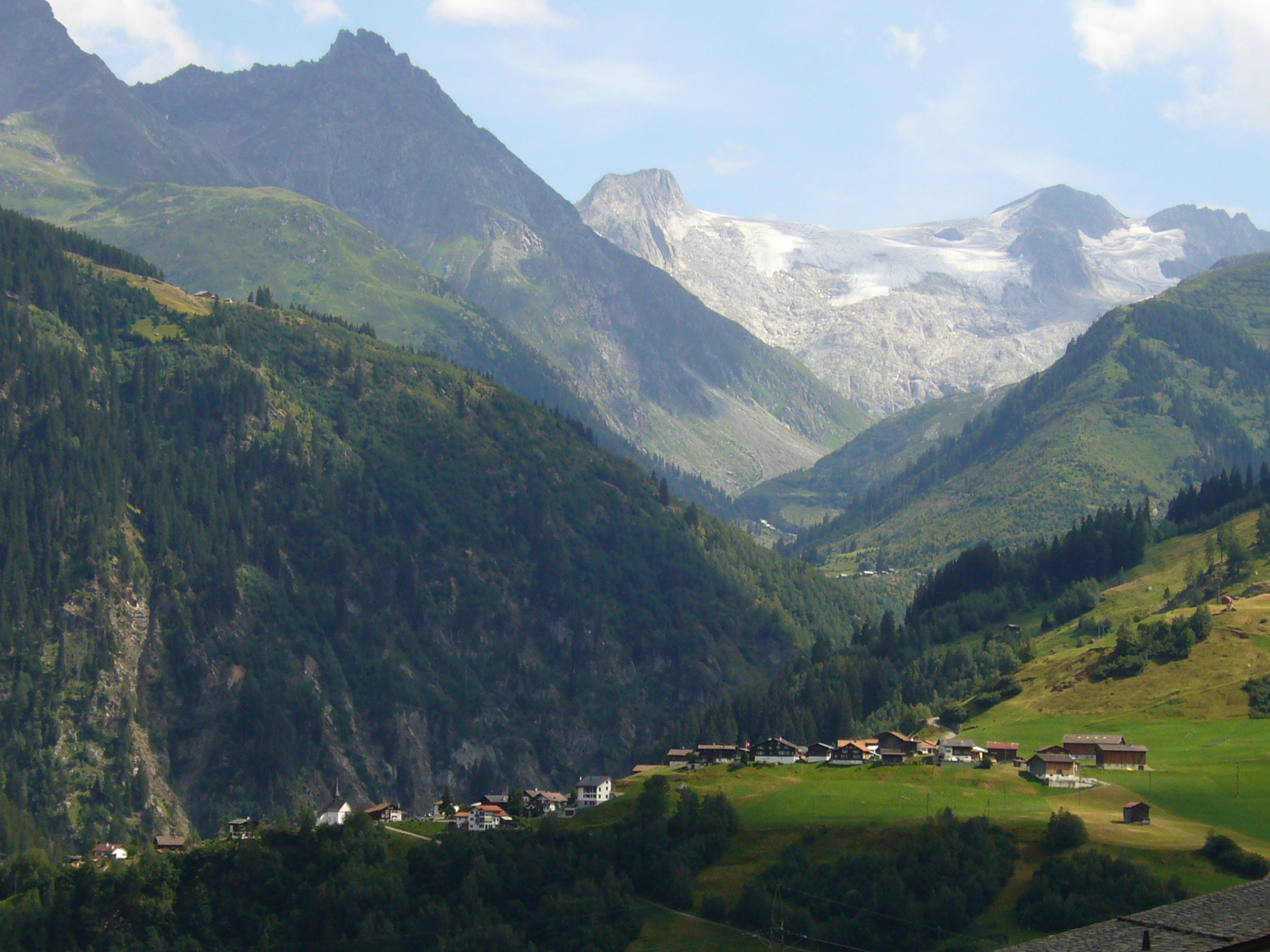
Piz Medel (hinten r.) und Fil Liung (h. l.) von Acletta aus
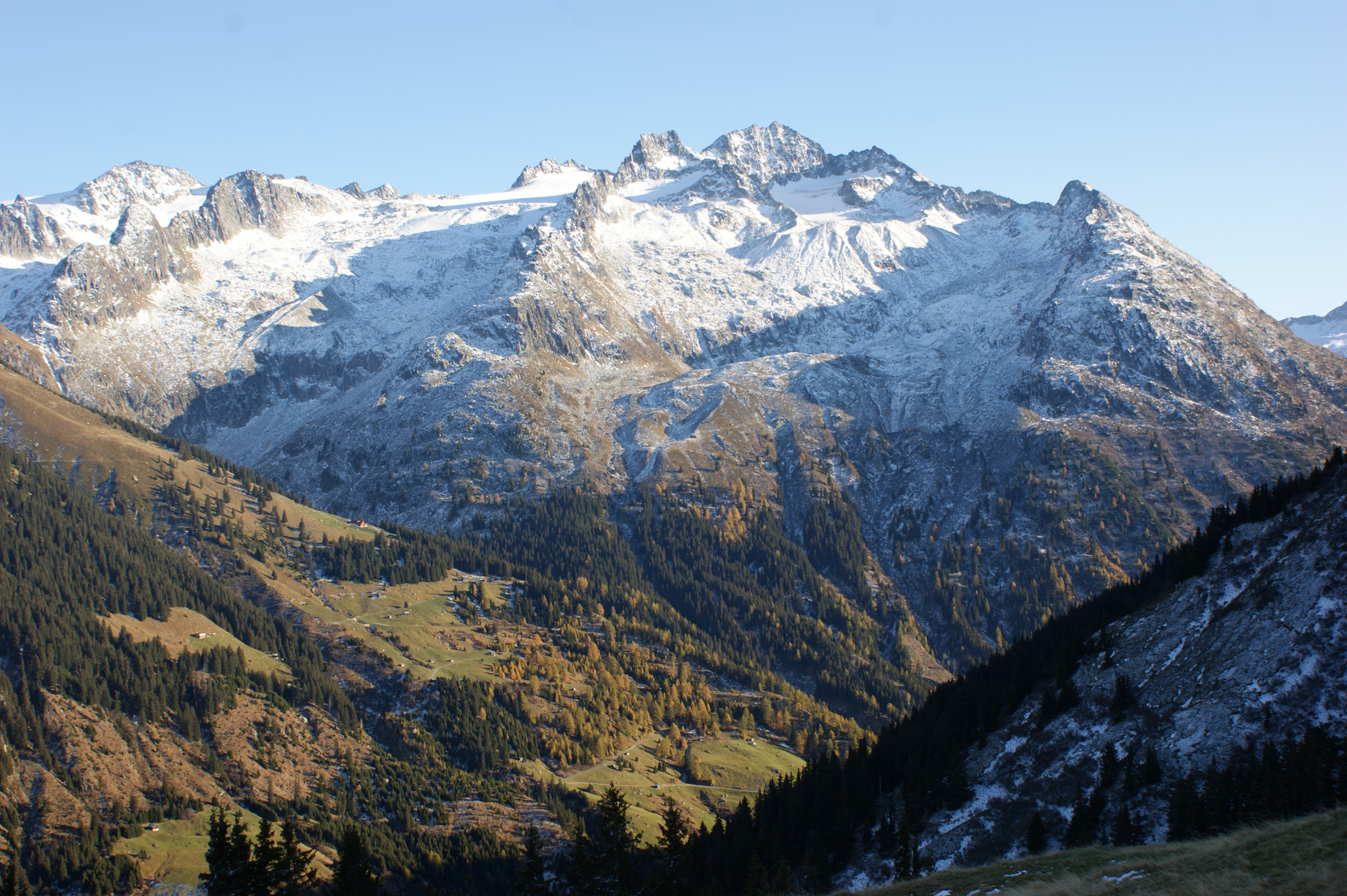
Massiv des Piz Medel von Norden
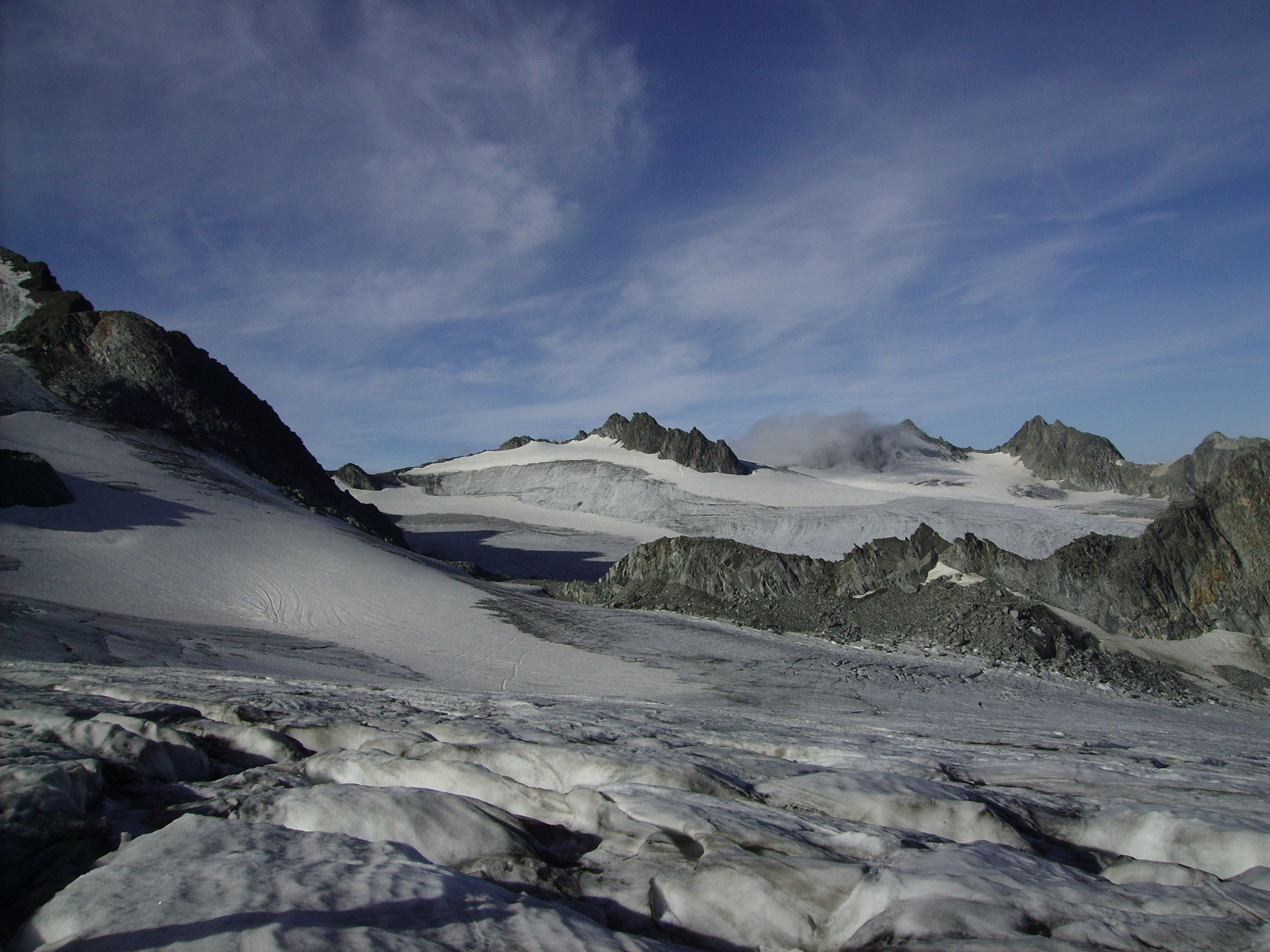
Auf dem Glatscher da Medel, ca. 3000 m
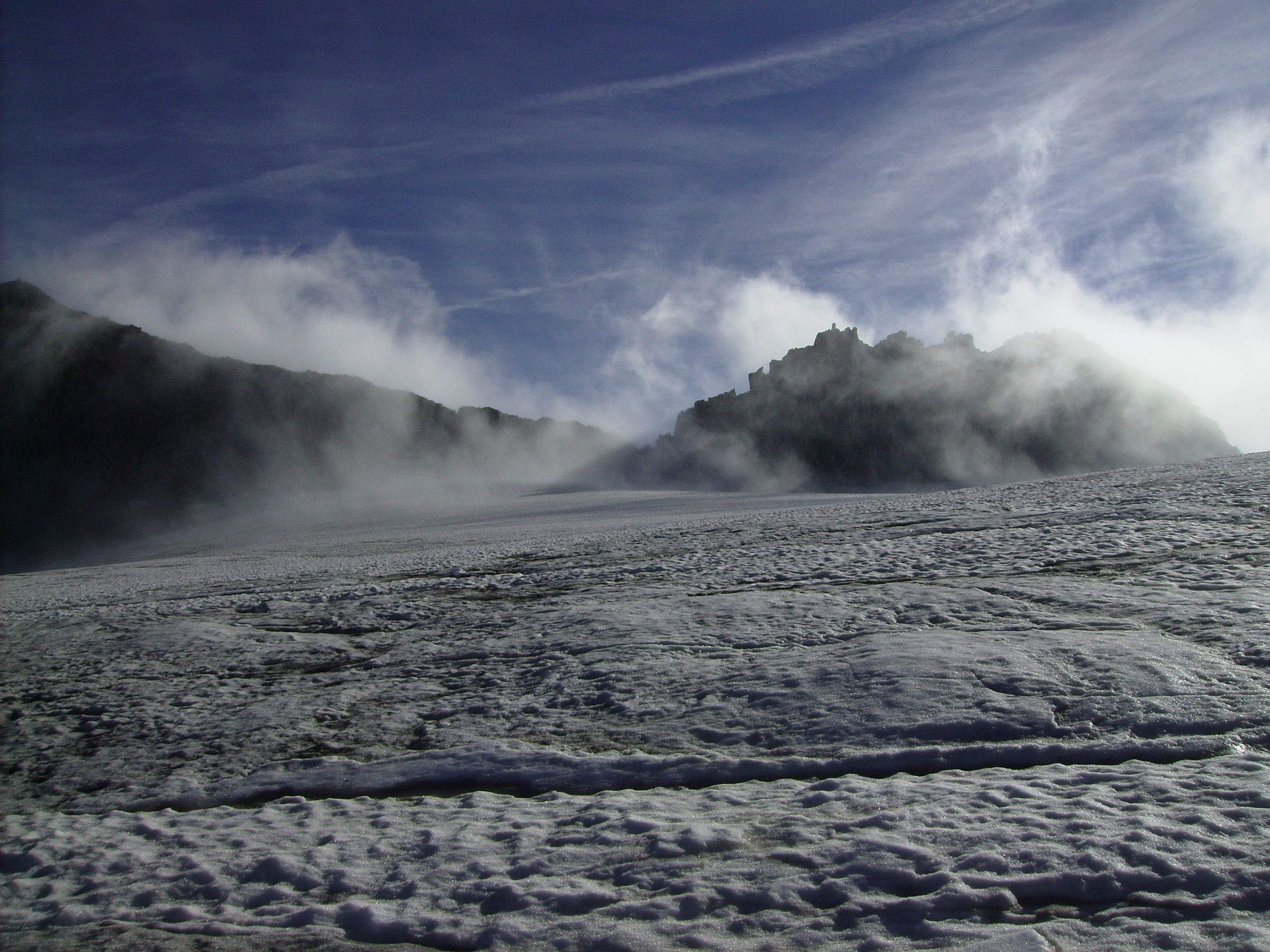
Blick zum Fil Liung
Blick von Nordost mit dem Lavaz-Gletscher im Vordergrund (Luftbild von Werner Friedli, 1954)